# Südliches Anhalt
Südliches Anhalt település Németországban, azon belül Szász-Anhalt tartományban. Lakosainak száma 13 004 fő (2023. december 31.).

## Népesség
A település népességének változása:
| Lakosok száma | 13 490 | 13 417 | 13 146 | 13 081 | 13 004 |
|               | 2017   | 2019   | 2021   | 2022   | 2023   |